# اینچئون ترانزیت
اینچئون ترانزیت (انگلیسی: Incheon Transit) شرکت ترابری ریلی کره‌ای است، که در سال ۱۹۹۳ تأسیس شد.